# Galitos Barreiro Tley
El Galitos Barreiro Tley es un equipo de baloncesto portugués, con sede en la ciudad de Barreiro, que compite en la ProLiga, la segunda división de su país. Disputa sus partidos en el Pavilhão Municipal Prof Luís de Carvalho.

## Posiciones en liga
- 2008 - (13-Proliga)
- 2009 - (3-Proliga)
- 2010 - (7-Proliga)
- 2011 - (2-Proliga)
- 2012 - (8-Proliga)
- 2013 - (11-LPB)
- 2014 - (10)
- 2015 - (10)
- 2016 - (6)
- 2017 - (5)
- 2018 - (7)
- 2019 - (11)
- 2020 - (6)
- 2021 - (11)
- 2022 - (1-Proliga)

## Palmarés
- Subcampeón Copa de Portugal -  2014
- Subcampeón Supercopa -  2014
- Campeón Troféu António Pratas (Proliga) - 2008

## Jugadores destacados
| - Denis Neves - Tomás López - Tiago Brito - André Clerigo - Alexandre Coelho - João Fernandes - José Ferreira - Rui Quintino - Idrissa Sila - Antonio Tavares - Andrew Bachanov - George Baker - Chris Barnes | - Timothy Bush - Jeremy Bynum - Brian Clark - Quinton Doggett - Donald Gray - Ben Gresmer - Demetrius Hazel - Joseph Jack - Matthew Kyle - Brian Marks - Allen Morill - Jerryck Murrey - Michael Pilgrim | - K.C.Robbins - Marcus Sikes - Perry Stevenson - Malcolm Thomas - Darren Townes - Ollie White - P.J.Young - / Francisco Jordao - / Amilcar Gomes - / Danilson Vieira - / Ekjersey Viana - / Armenio Silva |